# Anass Zaroury
Anass Zaroury (Malines, 7 novembre 2000) è un calciatore belga naturalizzato marocchino, attaccante del Panathīnaïkos, in prestito dal Lens, e della nazionale marocchina.

## Carriera

### Club
Cresciuto nelle giovanili dello Zulte Waregem, nel 2019 viene ceduto al Lommel, formazione della seconda divisione belga, che lo fa debuttare tra i professionisti. All'inizio del 2021, ha firmato un contratto di due anni e mezzo con lo Charleroi, militante nella massima serie belga, che lo rimane in prestito al Lommel fino al termine della stagione.
Il 30 agosto 2022 viene acquistato dal Burnley, firmando un quadriennale.
Il 1° febbraio 2024 passa in prestito all'Hull City.
Il 22 agosto 2024 viene acquistato dai francesi del Lens, firmando un contratto quadriennale.
Il 3 agosto 2025 passa in prestito ai greci del Panathīnaïkos.

### Nazionale
Ha militato nelle nazionali giovanili belghe Under-17, Under-18 ed Under-21.
Il 16 novembre 2022, viene convocato per la prima volta con la nazionale maggiore marocchina dal CT Hoalid Regragui per la Coppa del Mondo, in sostituzione dell'infortunato Amine Harit. Esordisce il giorno dopo, nell'amichevole vinta per 3-0 contro la Georgia.
Pur scendendo in campo solo una volta in tutto il torneo, contribuisce al quarto posto finale del Marocco. In seguito al risultato storico ottenuto, nel dicembre successivo Zaroury e il resto della rosa marocchina sono stati insigniti dell'Ordine del Trono durante un ricevimento al Palazzo Reale di Rabat.

## Statistiche

### Presenze e reti nei club
Statistiche aggiornate al 8 febbraio 2025.
| Stagione         | Squadra          | Campionato       | Campionato | Campionato | Coppe nazionali | Coppe nazionali | Coppe nazionali | Coppe continentali | Coppe continentali | Coppe continentali | Altre coppe | Altre coppe | Altre coppe | Totale | Totale |
| Stagione         | Squadra          | Comp             | Pres       | Reti       | Comp            | Pres            | Reti            | Comp               | Pres               | Reti               | Comp        | Pres        | Reti        | Pres   | Reti   |
| ---------------- | ---------------- | ---------------- | ---------- | ---------- | --------------- | --------------- | --------------- | ------------------ | ------------------ | ------------------ | ----------- | ----------- | ----------- | ------ | ------ |
| 2019-2020        | Lommel           | D2               | 5          | 0          | CB              | 1               | 1               |                    | -                  | -                  |             | -           | -           | 6      | 1      |
| 2020-2021        | Lommel           | D2               | 25         | 7          | CB              | 2               | 0               |                    | -                  | -                  |             | -           | -           | 27     | 7      |
| Totale Lommel    | Totale Lommel    | Totale Lommel    | 30         | 7          |                 | 3               | 1               |                    | -                  | -                  |             | -           | -           | 33     | 8      |
| 2021-2022        | Charleroi        | D1               | 33+5       | 5+0        | CB              | 1               | 0               |                    | -                  | -                  |             | -           | -           | 39     | 5      |
| lug.-ago. 2022   | Charleroi        | D1               | 5          | 2          | CB              | -               | -               |                    | -                  | -                  |             | -           | -           | 5      | 2      |
| Totale Charleroi | Totale Charleroi | Totale Charleroi | 38+5       | 7+0        |                 | 1               | 0               |                    | -                  | -                  |             | -           | -           | 44     | 7      |
| ago. 2022-2023   | Burnley          | FLC              | 34         | 6          | FACup+CdL       | 4+1             | 2+2             |                    | -                  | -                  |             | -           | -           | 39     | 10     |
| 2023-gen.2024    | Burnley          | PL               | 6          | 0          | FACup+CdL       | 1+2             | 0               | -                  | -                  | -                  | -           | -           | -           | 9      | 0      |
| feb.-giu. 2024   | Hull City        | FLC              | 12         | 2          | FACup+CdL       | -               | -               | -                  | -                  | -                  | -           | -           | -           | 12     | 2      |
| ago.2024         | Burnley          | FCL              | 1          | 0          | FACup+CdL       | 0+0             | 0               | -                  | -                  | -                  | -           | -           | -           | 1      | 0      |
| Totale Burnley   | Totale Burnley   | Totale Burnley   | 41         | 6          |                 | 8               | 4               |                    | -                  | -                  |             | -           | -           | 49     | 10     |
| ago.2024-2025    | Lens             | L1               | 16         | 0          | CF              | 0               | 0               | UECL               | 0                  | 0                  |             | -           | -           | 16     | 0      |
| Totale carriera  | Totale carriera  | Totale carriera  | 142        | 22         |                 | 12              | 5               |                    | 0                  | 0                  |             | -           | -           | 154    | 27     |

### Cronologia presenze e reti in nazionale
| Cronologia completa delle presenze e delle reti in nazionale ― Marocco | Cronologia completa delle presenze e delle reti in nazionale ― Marocco | Cronologia completa delle presenze e delle reti in nazionale ― Marocco | Cronologia completa delle presenze e delle reti in nazionale ― Marocco | Cronologia completa delle presenze e delle reti in nazionale ― Marocco | Cronologia completa delle presenze e delle reti in nazionale ― Marocco | Cronologia completa delle presenze e delle reti in nazionale ― Marocco | Cronologia completa delle presenze e delle reti in nazionale ― Marocco |
| Data                                                                   | Città                                                                  | In casa                                                                | Risultato                                                              | Ospiti                                                                 | Competizione                                                           | Reti                                                                   | Note                                                                   |
| ---------------------------------------------------------------------- | ---------------------------------------------------------------------- | ---------------------------------------------------------------------- | ---------------------------------------------------------------------- | ---------------------------------------------------------------------- | ---------------------------------------------------------------------- | ---------------------------------------------------------------------- | ---------------------------------------------------------------------- |
| 17-11-2022                                                             | Sharja                                                                 | Marocco                                                                | 3 – 0                                                                  | Georgia                                                                | Amichevole                                                             | -                                                                      | 69’                                                                    |
| 17-12-2022                                                             | Al Rayyan                                                              | Croazia                                                                | 2 – 1                                                                  | Marocco                                                                | Mondiali 2022 - Finale 3º posto                                        | -                                                                      | 64’                                                                    |
| 28-3-2023                                                              | Madrid                                                                 | Marocco                                                                | 0 – 0                                                                  | Perù                                                                   | Amichevole                                                             | -                                                                      | 62’                                                                    |
| 17-6-2023                                                              | Durban                                                                 | Sudafrica                                                              | 2 – 1                                                                  | Marocco                                                                | Qual. Coppa d'Africa 2023                                              | -                                                                      | 41’                                                                    |
| Totale                                                                 |                                                                        | Presenze                                                               | 4                                                                      |                                                                        | Reti                                                                   | 0                                                                      |                                                                        |

## Palmarès

### Club

#### Competizioni nazionali
- Campionato inglese di seconda divisione: 1

Burnley: 2022-2023